# Tadeusz Wojno (żołnierz)
Tadeusz Wojno pseud. Raszyn – żołnierz Armii Krajowej, podoficer Zrzeszenia Wolność i Niezawisłość, podchorąży 6 Wileńskiej  Brygady (WiN), żołnierz wyklęty.
Kapral Tadeusz Wojno walczył w AK, w 1944 roku pod dowództwem Romana Ostrowskiego „Wichra”. Wraz z Ostrowskim służył w oddziale Kazimierza Kamieńskiego „Huzara”. Z nimi, również po śmierci Ostrowskiego 17 września 1946 roku, walczył (do marca 1947 roku) w 6 Wileńskiej Brygadzie (WiN).
Pod koniec sierpnia 1946 roku ukończył (z najlepszym wynikiem) zastępczą szkołę podchorążych w 6 Brygadzie. W nagrodę otrzymał zegarek i dowództwo nowo utworzonej sekcji w tejże Brygadzie.
Został aresztowany przez UB i w 1950 roku skazany na 12 lat więzienia. Wyszedł na wolność w 1957 roku.

## Order
Postanowieniem prezydenta RP Lecha Kaczyńskiego z 9 listopada 2007 roku „za wybitne zasługi dla niepodległości Rzeczypospolitej Polskiej” Tadeusz Wojno został pośmiertnie odznaczony Krzyżem Oficerskim Orderu Odrodzenia Polski, a przekazanie orderu rodzinie odbyło się 11 listopada tego samego roku w czasie uroczystości z okazji Narodowego Święta Niepodległości.